# Chemin du Pont Rustique
Ne doit pas être confondu avec Chemin de l'Ombre.
Le chemin du Pont Rustique (en néerlandais: Boerenbrug) est un chemin en forêt de Soignes. Il part de l'avenue de Flore pour terminer sa course avenue de Diane.

## Situation
Il part en droite ligne de l'avenue de Diane vers l'avenue de Flore. Un de ses embranchements part, quant à lui, vers le chemin de l'Ombre.

## Galerie

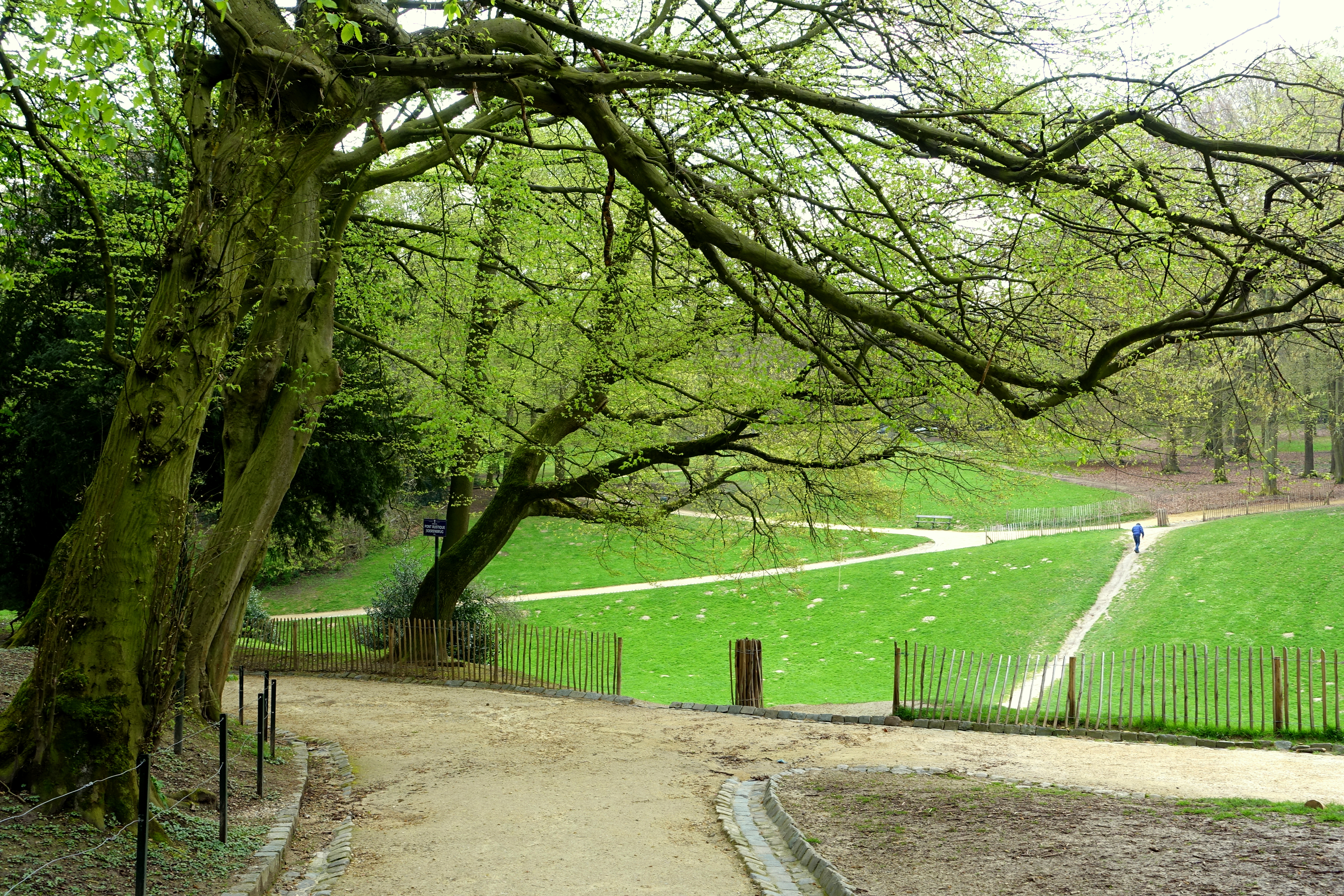
Croisement avec le chemin du Croquet
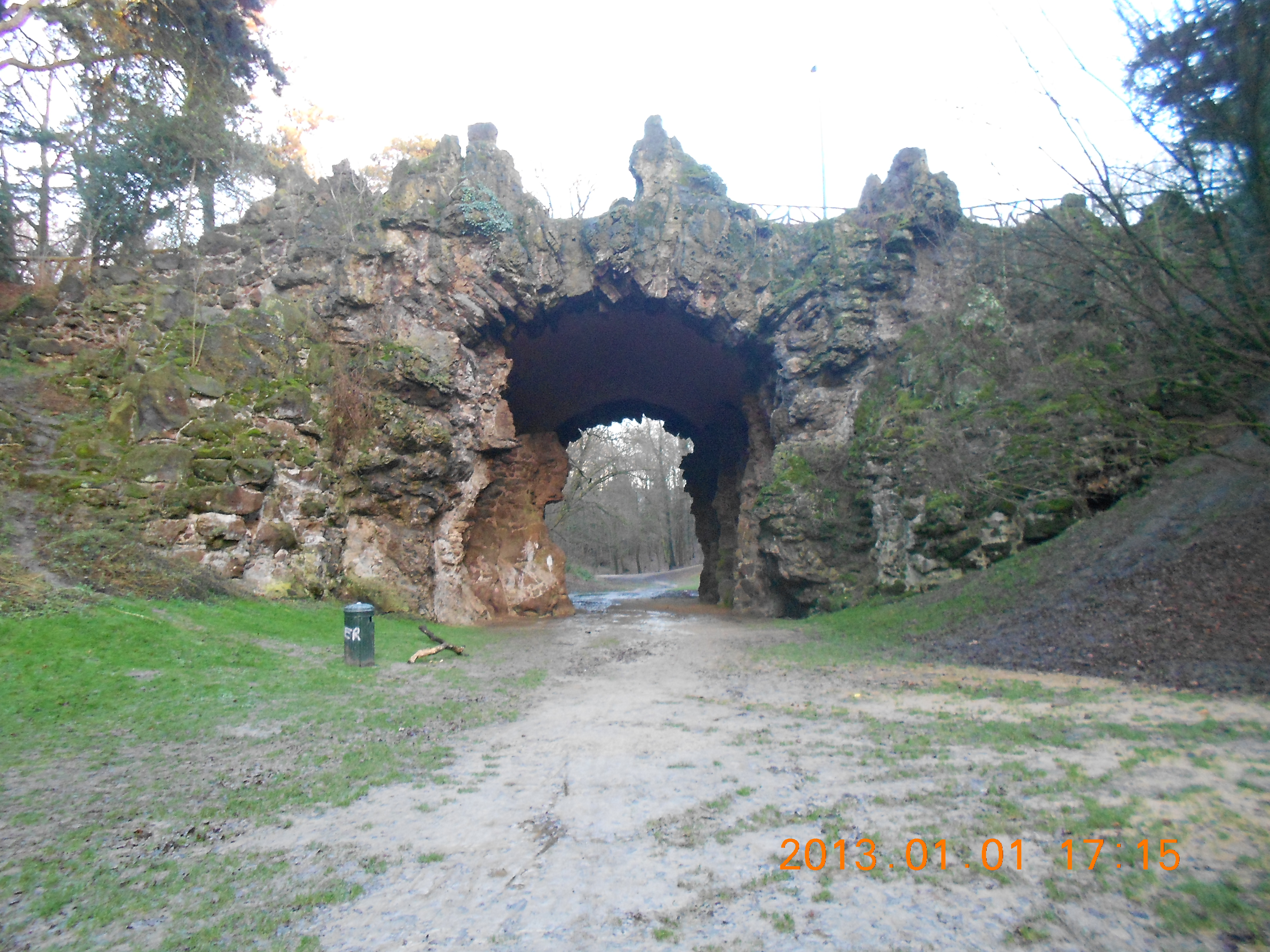
Le Pont Rustique[3] en 2013